# Aritz Borda
Aritz Borda Etxezarreta (Lasarte-Oria, 3 gennaio 1985) è un ex calciatore spagnolo, di ruolo difensore.

## Carriera
Durante i primi 7 anni di carriera, Aritz Borda gioca nelle serie inferiori spagnole con la Real Sociedad B ed un anno con il CD Mirandés nel 2011 con il quale arriva a giocarsi la fase play-off.
Nel 2011 passa al Recreativo Huelva con il quale esordisce il 7 settembre nella sconfitta per 0-2 contro l'Elche in Copa del Rey. Debutta il campionato il 22 ottobre giocando tutti i 90 minuti nella partita persa 1-2 contro l'Alcorcón; segna la prima rete da professionista il 13 novembre nella partita vinta per 4-2 contro il Las Palmas.
Il 14 giugno 2012, Borda passa ai ciprioti dell'APOEL Nicosia e segna la prima rete con la nuova maglia l'11 novembre. A fine stagione conquista il titolo nazionale, primo trofeo della sua carriera.
Nella stagione successiva esordisce in Europa, giocando 5 partite della fase a gironi di Europa League ed aiuta il club a conquistare il triplete, ovvero Campionato, Coppa e Supercoppa.
A stagione conclusa passa al Muangthong United dove rimane per pochi mesi.
Borda cambia nuovamente squadra ed approda ai rumeni del Rapid Bucarest il 4 febbraio 2015.
Il 13 luglio dello stesso anno firma un contratto di un anno con il Deportivo Alavés,facendo ritorno al paese natio.
Il 5 luglio 2016 firma un contratto di due anni con gli australiani del Western Sydney Wanderers.

## Palmarès

### Club

#### Competizioni nazionali
- Campionato cipriota: 2

APOEL: 2012-2013, 2013-2014
- Supercoppa di Cipro: 1

APOEL: 2013
- Coppa di Cipro: 1

APOEL: 2013-2014
- Segunda División (Spagna): 1

Alavés: 2015-2016